# Kolno (Białoruś)
Kolno (biał. Кольна) − wieś na Białorusi, w obwodzie homelskim, w rejonie żytkowickim, siedziba sielsowietu Rudnia, 10 km na południe od Żytkowicz, zamieszkana w 2009 przez 711 ludzi.
Miejscowość po raz pierwszy wzmiankowana w 1582 r.